# Maragha
Maragha ou Maraqeh (en persan : مراغه) est une ville du nord-ouest de l'Iran située à 130 km au sud de Tabriz. 

## Géographie
Maragha est située dans une vallée étroite orientée nord-sud, où coule la rivière Safi, à l'extrémité d'une plaine cultivée donnant sur le lac d'Orumieh, qui est situé 30 km plus à l'ouest. 

## Historique
Elle fut la capitale d'été de Hülegü, petit-fils de Gengis Khan, qui fonda en 1256 la dynastie des Ilkhans de Perse. Elle fut la résidence du catholicos de l'Église de l'Orient, Yahballaha III.

## Monuments
La ville est entourée d'un haut mur ruiné en de nombreux endroits, avec 4 portes. La ville a aussi deux ponts de pierre en bon état, dont on dit qu'ils ont été construits par Hülegü, qui en avait fait sa capitale. L'endroit est entouré de vignes et de vergers très productifs, tous irrigués par des canaux venant de la rivière.

### L'observatoire

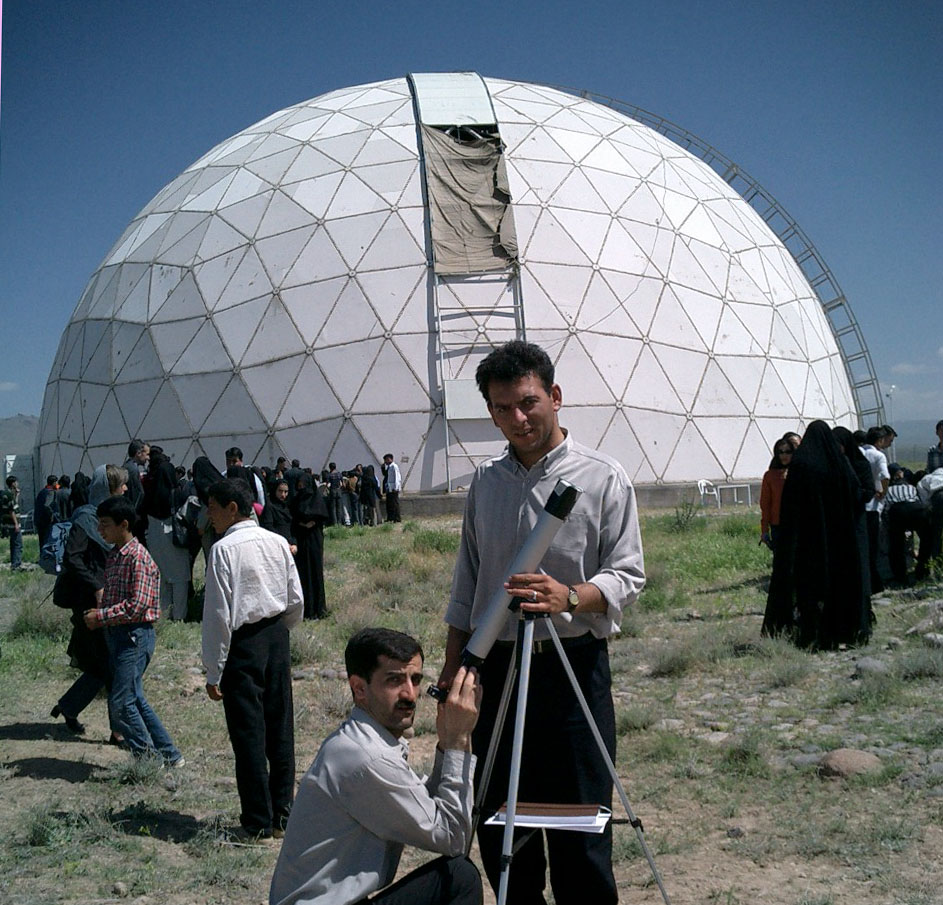
Observatoire de Maragha lors du Transit de Vénus en 2004

Hülegü y fit construire en 1259 un observatoire où travailla l'astronome Nasr Eddin Tusi, auparavant au service des assassins dans leur forteresse d'Alamut que Hülegü détruisit en 1258. Son financement était original : il était subventionné par le waqf ou « biens de mainmorte », un impôt levé à l'origine pour entretenir les mosquées et les hôpitaux.
Tusi réalisa des tables extrêmement précises du mouvement des planètes dans son ouvrage Zij-i ilkhani. Ce livre contient des tables pour calculer les positions des planètes ainsi que les noms des étoiles. Le système planétaire qu'il avait imaginé était le plus avancé de son temps et fut utilisé de manière intensive jusqu'à ce que Copernic développe son modèle héliocentrique. Entre Ptolémée et Copernic, il est considéré comme le savant le plus éminent sur ce sujet.
Le seul vestige de l'époque est un globe métallique gravé de figures du zodiaque, construit en 1279 à Maragha, aujourd'hui conservé au musée de Dresde en Allemagne.
Il est possible qu'Oulough Beg, le prince-astronome de Samarcande (1394-1449), petit-fils de Tamerlan, ait vu les ruines de cet observatoire dans son enfance. À partir de 1428, il fit construire un observatoire semblable à Samarcande.

## Personnalités
- Abu al-Faraj Ibn al-Ibri, historien, médecin et philosophe de langue syriaque (1226 - 1286).